# Emery Roth
Emery Roth (en húngaro: Róth Imre) (17 de julio de 1871–20 de agosto de 1948) fue un arquitecto estadounidense de ascendencia húngara-judía que diseñó muchos de los hoteles y edificios de apartamentos definitivos de la ciudad de Nueva York (Estados Unidos) de las décadas de 1920 y 1930, incorporando detalles Beaux Arts y art déco. Sus hijos continuaron en la empresa familiar, ampliando en gran medida la firma bajo el nombre de Emery Roth & Sons.

## Vida y carrera

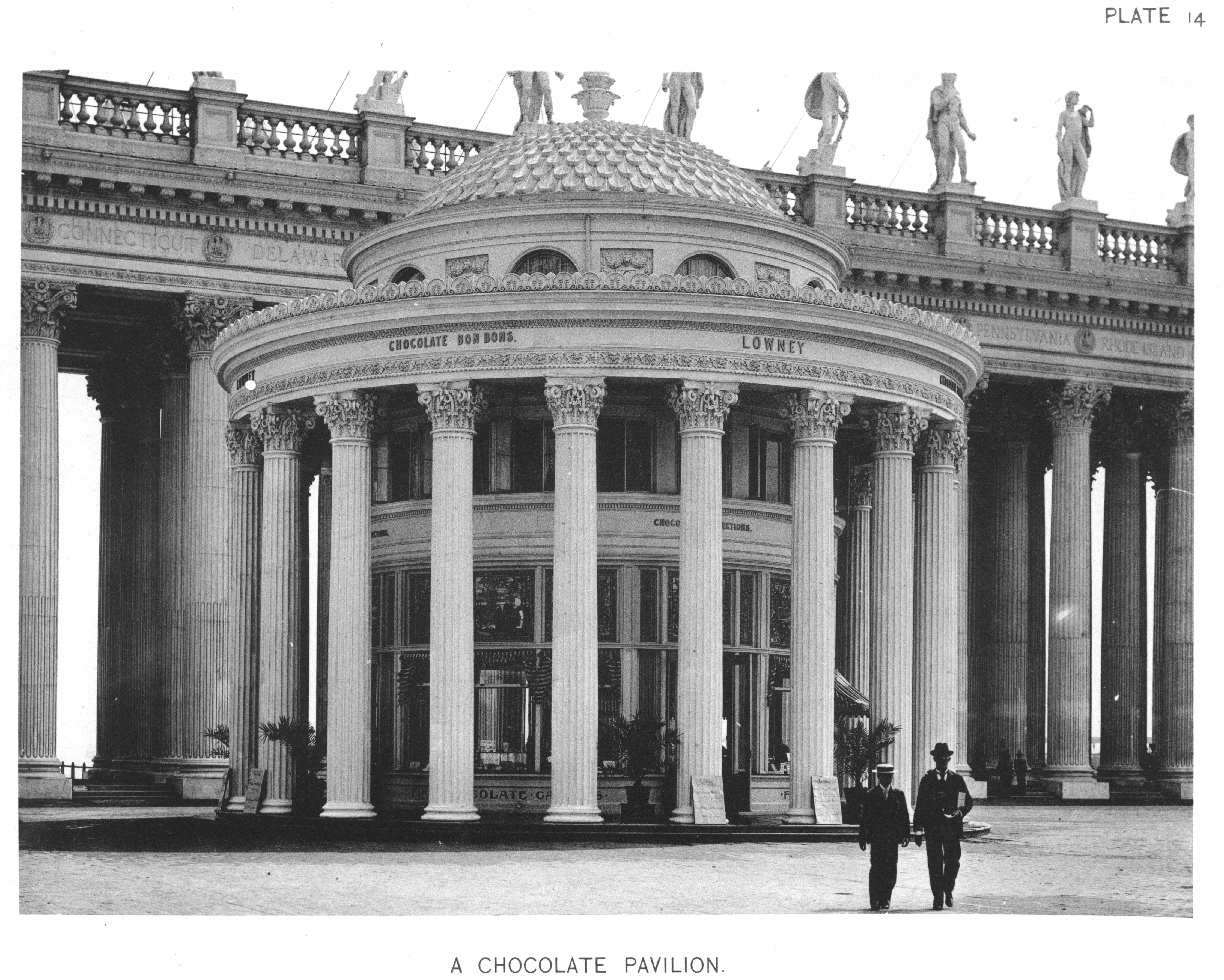
Este pabellón de la Exposición Mundial Colombina, diseñado solo por el joven Roth, albergó una tienda temporal para Menier Chocolate Company. Su diseño es una cita directa del antiguo Templo Romano de Vesta, un tropo visual que luego coronaría algunos de sus rascacielos más famosos.

Nacido en Gálszécs, Austria-Hungría (ahora Sečovce, Eslovaquia) en una familia judía, emigró a los Estados Unidos a la edad de 13 años después de que su familia cayera en la pobreza tras la muerte de su padre. Comenzó su aprendizaje de arquitectura como dibujante en las oficinas de Chicago de Burnham & Root, y trabajó en la Exposición Universal de 1893. En la Exposición, Roth también diseñó uno de sus primeros proyectos en solitario; un pabellón que albergaba una tienda temporal para Menier Chocolate Company.
Allí conoció a Richard Morris Hunt, quien quedó impresionado con sus habilidades e invitó a Roth a trabajar en su oficina en Nueva York. Tras la muerte prematura de Hunt en 1895, Roth se trasladó a la oficina de Ogden Codman, Jr., diseñador y decorador con clientela de Newport. En los años de entreguerras, la firma de Emery Roth entregó algunos de los ejemplos más influyentes de arquitectura para casas de apartamentos en el estilo Beaux-Arts de moda en ese momento, especialmente en Manhattan.
Muchos de sus proyectos más notables se encuentran en el Upper West Side, específicamente en Central Park West, que alberga inmuebles históricos como The San Remo, The Beresford o The El Dorado. En 1938, Roth incluyó a sus hijos Julian y Richard como socios. El estudio de arquitectura resultante se especializó en grandes torres corporativas diseñadas en estilo racionalista, como el 2 Broadway, el MetLife Building, el General Motors Building, el Citigroup Center o el 7 World Trade Center.

## Edificios diseñados por Emery Roth

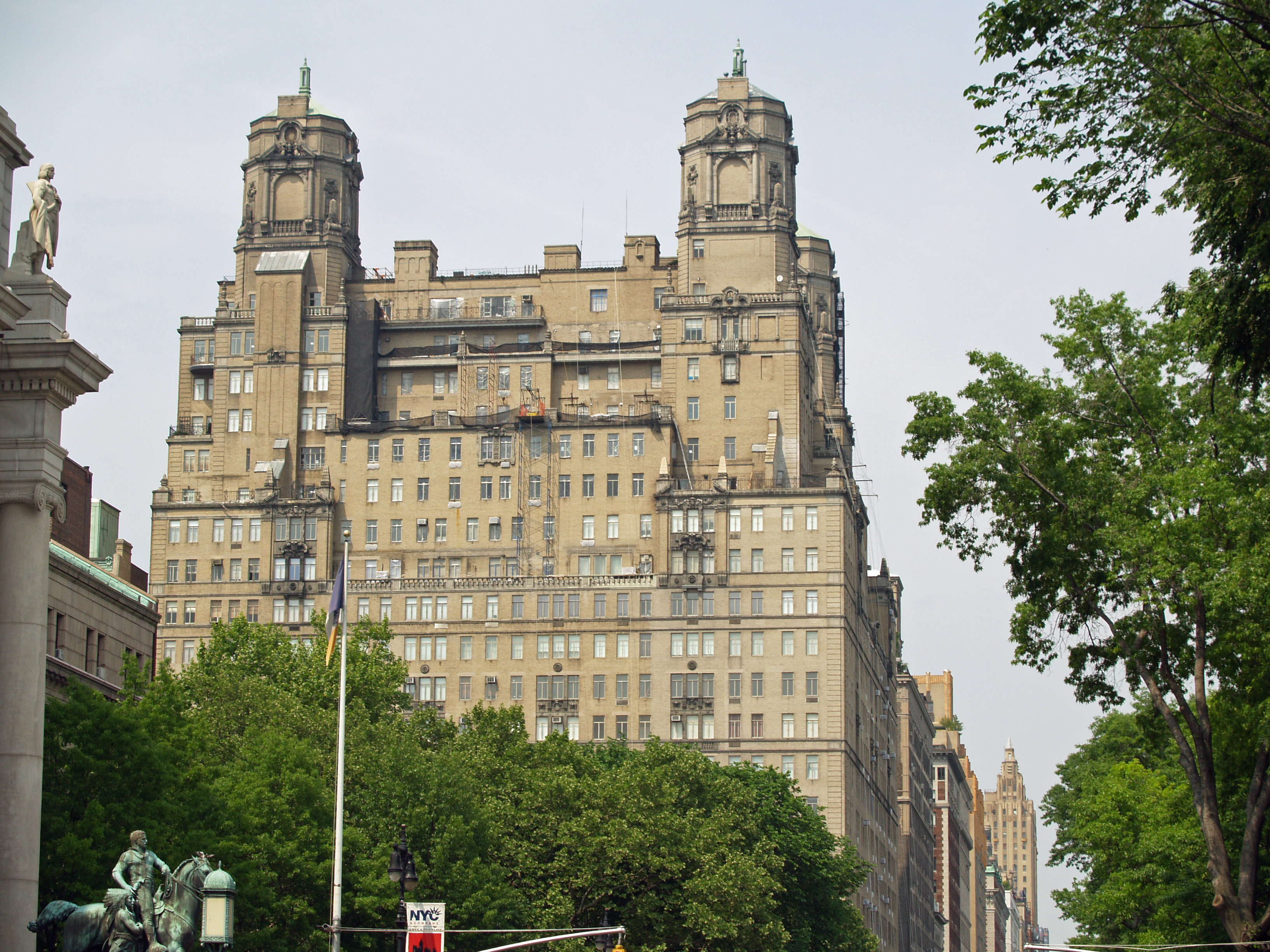
El Beresford

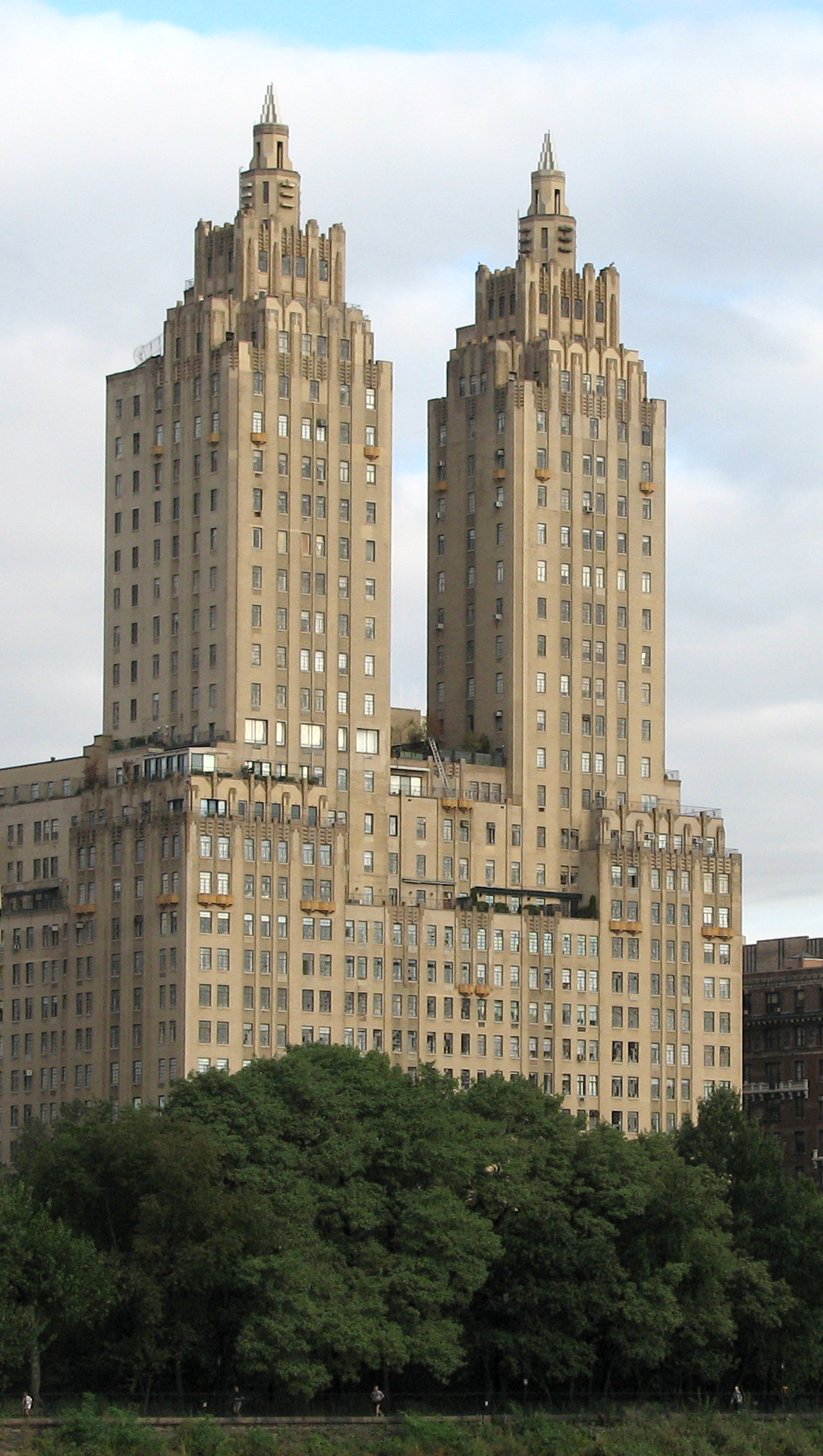
The Eldorado

| Edificio                              | Año  | Dirección                                                 | Notes |
| ------------------------------------- | ---- | --------------------------------------------------------- | --- |
| The Saxony                            | 1900 | 250 West 82nd Street                                      | |
| Hotel Belleclaire                     | 1903 | 250 West 77th Street (ó 1271–1277 Broadway)               | |
| The Adath Jeshurun of Jassy synagogue | 1903 | 58 Rivington Street                                       | |
| Whitestone                            | 1909 | 45 Tiemann Place                                          | Builder Charter Construction Co.                                                                                      |
| 601 West End Avenue                   | 1915 | 601 West End Avenue                                       | |
| Primera Iglesia Reformada Húngara     | 1915 | 346 East 69th Street                                      | |
| 1000 Park Avenue                      | 1916 | Park Avenue y East 84th Street                            | |
| 570 Park Avenue                       | 1916 | Park Avenue y East 63rd Street                            | |
| 151 East 80th Street                  | 1922 | 151 East 80th Street                                      | |
| The Whitby                            | 1924 | 325 West 45th Street                                      | |
| The Gilford                           | 1924 | 140 East 46th Street                                      | |
| 110 West 86th Street                  | 1924 | 110 West 86th Street                                      | |
| Chester Court                         | 1924 | 201 West 89th Street                                      | |
| 243 West End Avenue                   | 1925 | 243 West End Avenue (Manhattan)                           | |
| Mayflower Hotel                       | 1925 | 15 Central Park West                                      | Demolido en 2004 |
| 221 West 82nd Street                  | 1925 | 221 West 82nd Street                                      | |
| 930 Fifth Avenue                      | 1940 | 930 Fifth Avenue                                          | |
| Ritz Tower                            | 1925 | 465 Park Avenue (101 East 57th)                           | Con Thomas Hastings. El primer rascacielos residencial de Nueva York introdujo terrazas en los niveles de retranqueo. |
| 41 West 96th Street                   | 1926 | 41 West 96th Street                                       | |
| 65 Central Park West                  | 1926 | 65 Central Park West; Lincoln Square                      | |
| The Alden                             | 1927 | 225 Central Park West; Upper West Side                    | |
| The Oliver Cromwell                   | 1927 | 12 West 72nd Street                                       | |
| Warwick Hotel                         | 1927 | 65 West 54th Street                                       | |
| Hotel Benjamin                        | 1927 | 125 East 50th Street                                      | |
| Hotel Carteret                        | 1927 | 208 West 23rd Street                                      | |
| 580 West End Avenue                   | 1928 | 580 West End Avenue                                       | |
| Manchester House                      | 1928 | 145 West 79th Street                                      | |
| The Belvoir                           | 1928 | 470 West End Avenue                                       | |
| The El Dorado                         | 1931 | 300 Central Park West/Central Park West Historic District | |
| The Beresford                         | 1929 | 211 Central Park West                                     | |
| 15 West 81st Street                   | 1929 | 15 West 81st Street                                       | |
| 300 West 23rd Street                  | 1929 | 300 West 23rd Street                                      | |
| 35 Prospect Park West                 | 1929 | Prospect Park; Brooklyn                                   | |
| Hotel St. George                      | 1930 | 100 Henry Street, Brooklyn Heights                        | |
| Hotel St. Moritz                      | 1930 | 50 Central Park South                                     | |
| 993 Fifth Avenue                      | 1930 | 993 Fifth Avenue                                          | |
| 784 Park Avenue                       | 1930 | 784 Park Avenue                                           | |
| The San Remo                          | 1930 | 145 y 146 Central Park West                               | El primero de los rascacielos residenciales de dos torres.                                                            |
| The Ardsley                           | 1931 | 320 Central Park West                                     | Destacado rascacielos residencial art déco de Roth.                                                                   |
| 275 Central Park West                 | 1931 | 275 Central Park West                                     | |
| 299 West 12th Street                  | 1931 | 299 West 12th Street                                      | |
| 140 East 28th Street                  | 1932 | 140 East 28th Street                                      | |
| 888 Grand Concourse                   | 1937 | 888 Grand Concourse                                       | |
| 880 Fifth Avenue                      | 1948 | 880 Fifth Avenue                                          | |
| 2 Sutton Place South                  | 1938 | 2 Sutton Place South                                      | |
| 41 West 96th Street                   | 1925 | 41 West 96th Street                                       | |
| 310 West End Avenue                   | 1927 | 310 West End Avenue                                       | |
| The Normandy                          | 1938 | 140 Riverside Drive                                       | La última de las residencias de torres gemelas y la elección de Roth para su apartamento de jubilación.               |
| [Shenandoah Apartments]               | 1929 | 10 Sheridan Square                                        | |
| The Grasmoor House                    | 1940 | 2370-2380 Madison Road, Cincinnati Ohio                   | Condominio residencial art déco de 55 unidades.                                                                       |

## Emery Roth e hijos
A pesar de que los hijos de Roth, Julian y Richard, se habían unido a la firma muchos años antes, no fue hasta 1947 que se cambió el nombre de la firma a Emery Roth & Sons, aproximadamente un año antes de la muerte de Roth. : 50 Julian (1901–1992) se especializó en costos de construcción y materiales y tecnología de construcción, mientras que Richard (1904–1987) fue nombrado arquitecto principal de la firma. : 51 
En las décadas de 1950 y 1960, Emery Roth & Sons se convirtió en el estudio de arquitectura más influyente de Nueva York y contribuyó sustancialmente a cambiar la apariencia de Midtown y Lower Manhattan. En ese período particular de tiempo, Emery Roth & Sons diseñó docenas de edificios de oficinas de Estilo Internacional, en su mayoría con fachadas de muro cortina, que pronto se convirtieron en una característica omnipresente de la ciudad. : 51 
A partir de mediados de la década de 1960, la firma también fue contratada como arquitectos asociados en proyectos a gran escala como el Pan Am Building (1963), el World Trade Center (1966–1973) y el Citicorp Center (1977). A principios de la década de 1960, el hijo de Richard Roth, Richard Roth, Jr. (n. 1933) se convirtió en la tercera generación en unirse a la firma, y finalmente ascendió a arquitecto jefe, director ejecutivo y accionista.
A medida que la empresa se expandió y diversificó durante seis décadas, siguió siendo una empresa familiar durante la década de 1990. En 1988, la hija de Richard Roth Jr., Robyn Roth-Moise, se unió a la firma como contralora. El hijo de Richard Roth Jr., Richard Lee Roth, se incorporó a la empresa en 1982 y se convirtió en el redactor jefe de especificaciones de Emery Roth & Sons. Ambos se retiraron de la empresa cuando Richard Roth Jr se retiró y fue reemplazado como director general de la empresa en 1993 por Robert Sobel, primo de Roth.
Solo tres años después, en 1996, la empresa dejó de operar, aparentemente debido a problemas financieros. El bisnieto de Emery, Richard Lee Roth, actualmente trabaja en la profesión de arquitecto y reside en el sur de Florida.
Los extensos registros y documentos arquitectónicos de Emery Roth y Emery Roth & Sons ahora se encuentran en el Departamento de Dibujos y Archivos de la Biblioteca Avery de Arquitectura y Bellas Artes de la Universidad de Columbia.

### Obra de Emery Roth & Sons
- 300 East 57th Street (1947)
- Paris Theater & Office Building (1948)
- 715 Park Avenue (1949)

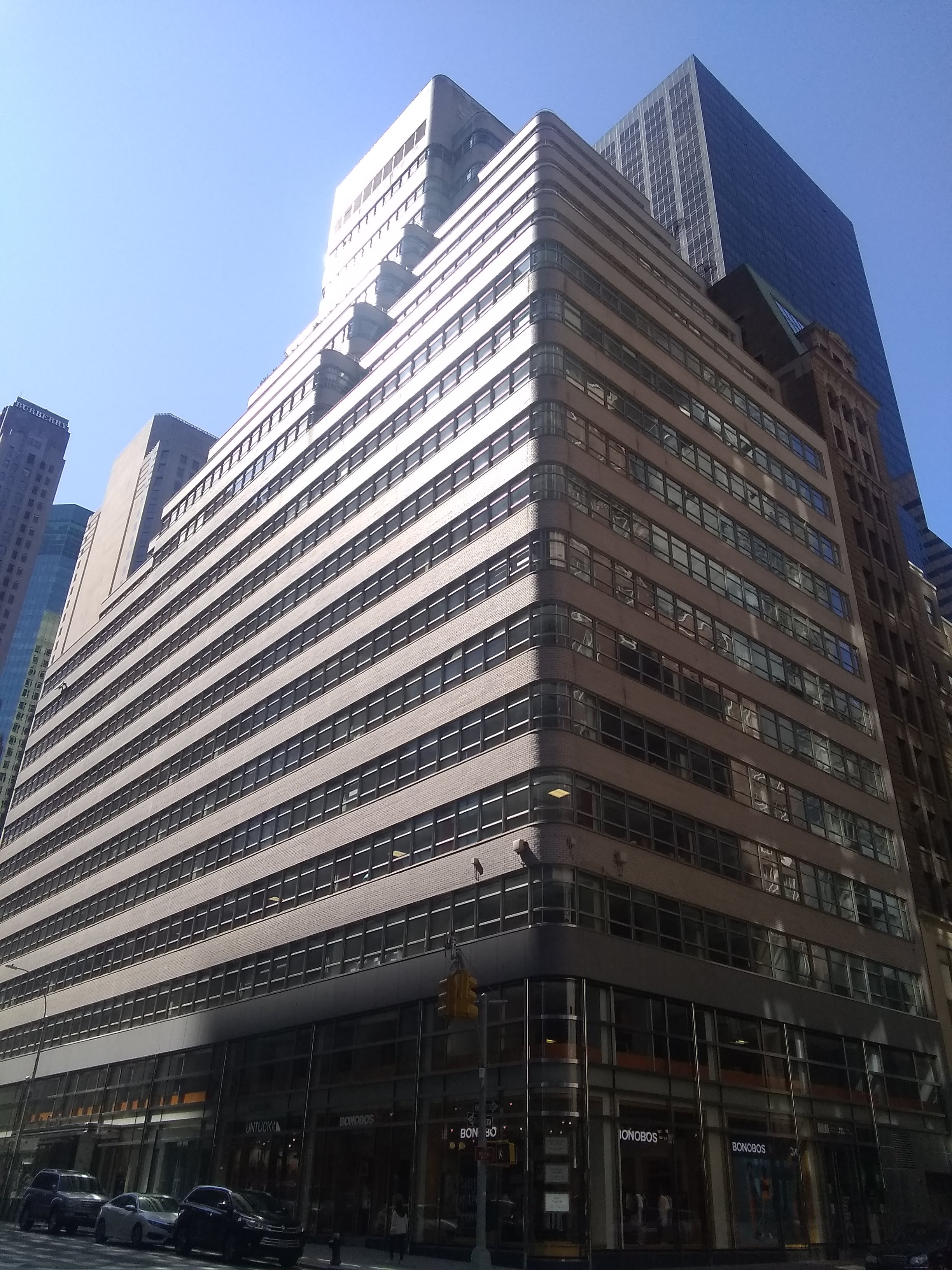
El edificio de la mirada (1949)

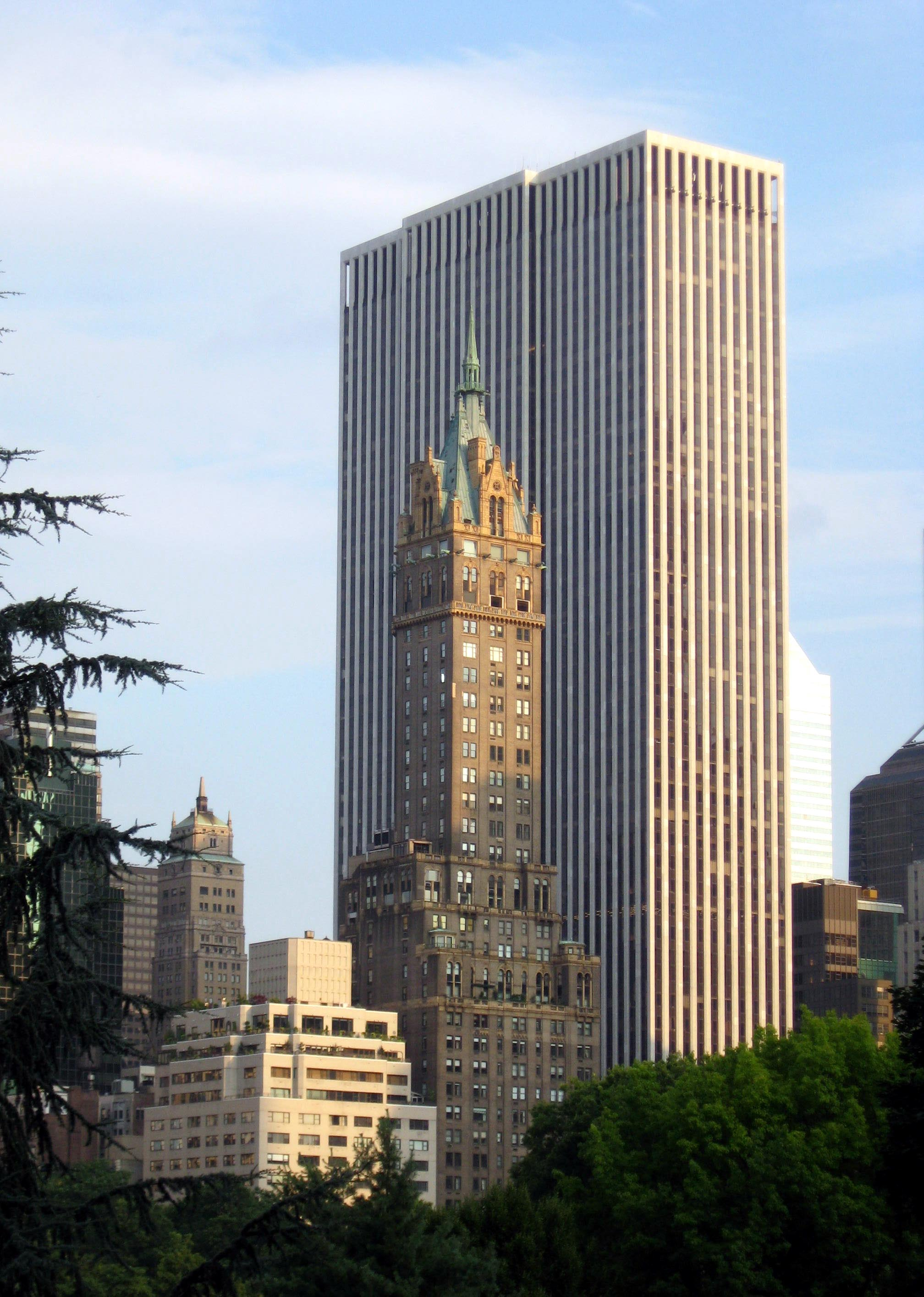
El edificio de General Motors (1968)

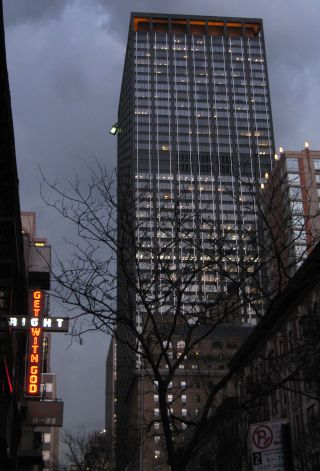
El edificio Uris (1970), ahora conocido como Paramount Plaza

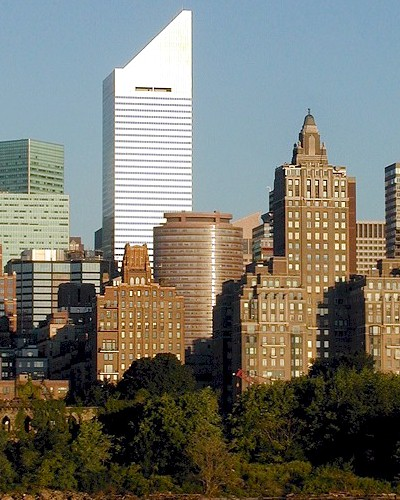
Citigroup Center (1977)

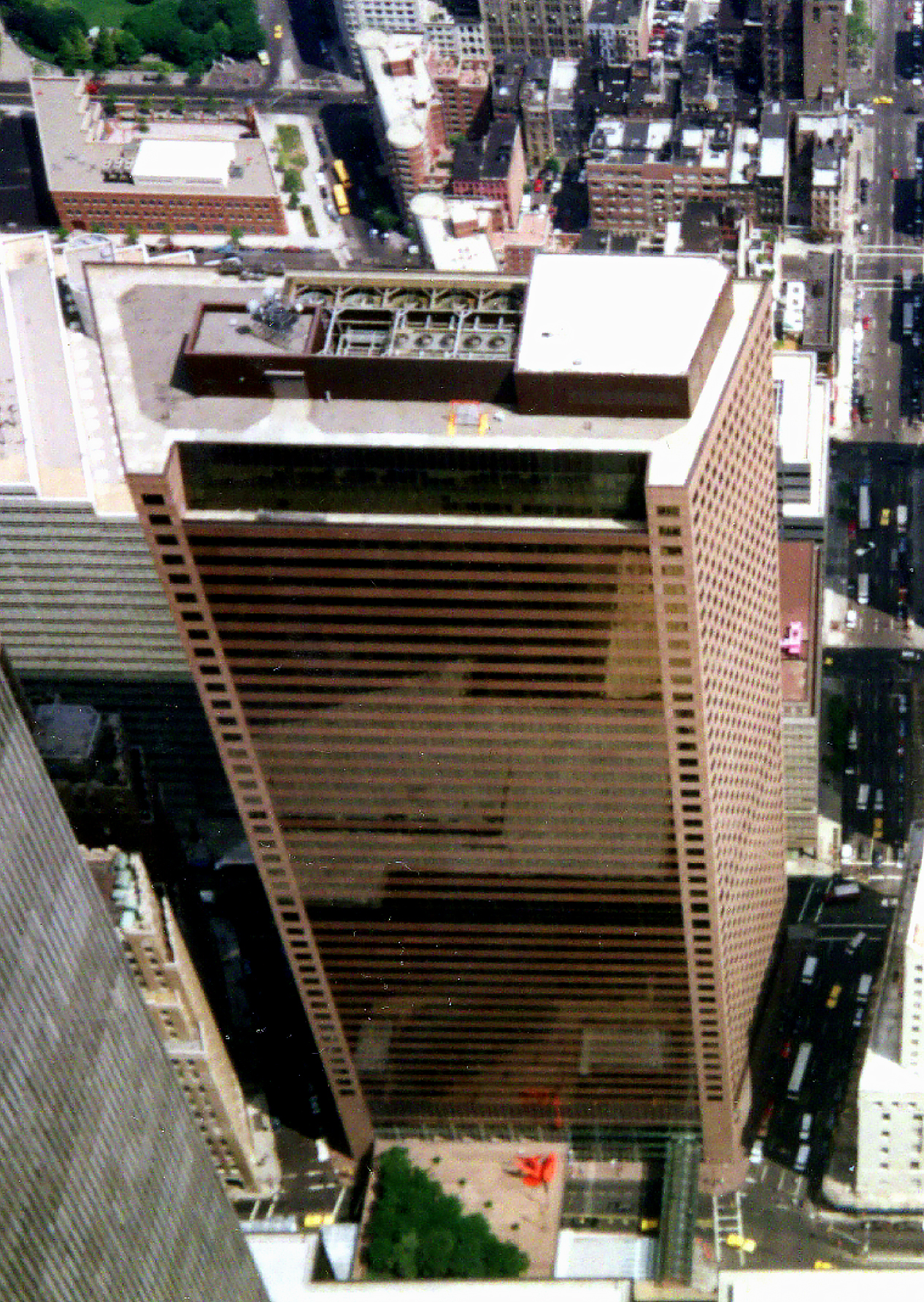
7 World Trade Center (1987–2001)

- 945 Fifth Avenue Apartments (1949)
- Look Building, 488 Madison Avenue (1949)
- 40 Park Avenue (1950)
- 45 East End Avenue Apartments (1950)
- 85 East End Avenue, NE corner of E83rd St (1950)
- 575 Madison Avenue (1950)
- 2 Fifth Avenue (1952)
- 380 Madison Avenue (1953)
- 30 Park Avenue (1954)
- 555 Fifth Avenue (1954)
- 589 Fifth Avenue (1954)
- National Distillers Building (1954)
- 430 Park Avenue (Renovation) (1954)
- Baruch Houses (1954–1959)
- 460 Park Avenue (1955)
- Bank of Montreal Building (1955)
- Colgate-Palmolive Building (1955)
- Davies Building (1955)
- 156 William Street (1956)
- 415 Madison Avenue (1956)
- 485 Lexington Avenue (1956)
- 1430 Broadway (1956)
- 123 William Street (1957)
- 630 Third Avenue (1958)
- 750 Third Avenue (1958)
- 400 Madison Avenue (1958)
- General Reinsurance Building (1958)
- 100 Church Street (1958)
- 166 East 63rd Street (Beekman Town House) (1959)
- 2 Broadway (1959)
- 10 Lafayette Square (Búfalo) (1959)
- 355 Lexington Avenue (1959)
- Bronx High School of Science (1959)
- Harriman National Bank Building (1959)
- Lorillard Building (1959)
- East Ohio Building (Cleveland, Ohio) (1959)
- 10 East 70th Street Apartments (1960)
- 80 Pine Street (1960)
- Imperial House, 150 East 69th Street (1960)
- Mutual of America Building (1960)
- 850 Third Avenue (1961)
- Pfizer Building (1961)
- Diamond National Building (1961)
- 60 Broad Street (1962)
- 215 East 68th Apartments (1962)
- 1180 Sixth Avenue (1962)
- Bankers Trust Building (1962)
- Tower East Apartments (1962)
- Hanover Bank Building (1962)
- 1212 Sixth Avenue (1963)
- 250 Broadway (1963)
- 605 Third Avenue, (f/k/a Neuberger Berman Building, originally the Burroughs Building) (1963)
- 845 Third Avenue (1963)
- 1290 Avenue of the Americas, the Neuberger Berman building (1963)
- MetLife Building (Pan Am Building) (1963)
- Donaldson, Lufkin & Jenrette Building (1963)
- 277 Park Avenue (1964)
- 641 Lexington Avenue (1964)
- Harcourt, Brace & World Building (1964)
- Sterling Drug Company Building (90 Park Avenue) (1964)
- 600 Madison Avenue (1965)
- Bankers Trust Annex Building (1965)
- Xerox Building (1965)
- MGM Building (1965)
- Leverett Saltonstall Building (1965)
- Financial Times Building (1965)
- 675 Third Avenue (1966)[9]
- MacMillan Building (1966)
- 299 Park Avenue (a.k.a. Westvaco Building) (1967)
- 909 Third Avenue (1967)
- ITT-American Building (1967)
- General Motors Building (1968)
- 10 Hanover Square (1969)
- 100 Wall Street (1969)
- 345 Park Avenue (1969)
- 1700 Broadway (1969)
- 1345 Avenue of the Americas (1969)
- Random House Building (1969)
- Schroder Building (1969)
- Emigrant Savings Bank Building (1969)
- 77 Water Street (1970)
- 1633 Broadway (Paramount Plaza) (1970)
- 1133 Avenue of the Americas (anterior Interchem Building) (1970)
- 22 Cortlandt Street (1971)
- 200 Water Street (también conocido como 127 John Street) (1971)
- 600 Third Avenue (1971)
- 888 Seventh Avenue (1971)
- Capitol-EMI Building (1971)
- Park Lane Hotel (New York) (1971)
- J.P. Stevens Company Tower (1971)
- One Battery Park Plaza (1971)
- 450 Park Avenue (1972)
- 55 Water Street (1972)
- 747 Third Avenue (1972)
- Harper & Row Building (1972)
- One Dag Hammarskjold Plaza (1972)
- North American Plywood Building (1972)
- Franklin National Bank Building (1972)
- World Trade Center (1972–1973) con Minoru Yamasaki
- 100 East Pratt Street Building (1973)
- Blue Cross Building (1973)
- Merchandise Mart Building (1973)
- Sovereign Apartments (1973)
- Winstar Building y Addition (1974)
- 100 William Street (1974)
- Citigroup Center (1977)
- Helmsley Palace Hotel (1981)
- Crystal Pavilion (1982)
- 575 Fifth Avenue (1983)
- 900 Third Avenue (1983)
- 1155 Avenue of the Americas (1984)
- Manhattan Tower (1985)
- Symphony House Apartments (1986)
- Fifth Avenue Tower (1986)
- 7 World Trade Center (1987)
- Ellington Apartments (1987)
- 17 State Street (1988)
- 1585 Broadway (1989)
- 546 Fifth Avenue (1990)
- Oxford Condominiums (1990)